# Нова-Венесия (микрорегион)
Нова-Венесия (порт. Microrregião da Nova Venécia) — микрорегион в Бразилии, входит в штат Эспириту-Санту. Составная часть мезорегиона Северо-запад штата Эспириту-Санту. Nova Venécia						

Население составляет 	124 110	 человек (на 2010 год). Площадь — 	3 663,347	 км². Плотность населения — 	33,88	 чел./км².

## Демография
Согласно сведениям, собранным в ходе переписи 2010 г. Национальным институтом географии и статистики (IBGE), население микрорегиона составляет:						
| Полное население                             | Полное население                             | Полное население                             | Полное население                             | 124 110 |
| -------------------------------------------- | -------------------------------------------- | -------------------------------------------- | -------------------------------------------- | ------- |
| в том числе:                                 | Городское население                          | 76 486                                       | Процент городского населения, %              | 61,63   |
|                                              | Сельское население                           | 47 624                                       | Процент сельского населения, %               | 38,37   |
|                                              | Мужское население                            | 62 797                                       | Процент мужского населения, %                | 50,60   |
|                                              | Женское население                            | 61 313                                       | Процент женского населения, %                | 49,40   |
| Плотность населения, чел/км²                 | Плотность населения, чел/км²                 | Плотность населения, чел/км²                 | Плотность населения, чел/км²                 | 33,88   |
| Население микрорегиона в % к населению штата | Население микрорегиона в % к населению штата | Население микрорегиона в % к населению штата | Население микрорегиона в % к населению штата | 3,53    |

## Статистика
- Валовой внутренний продукт на 2003 составляет 445 810 114,00 реалов (данные: Бразильский институт географии и статистики).
- Валовой внутренний продукт на душу населения на 2003 составляет 3777,46 реалов (данные: Бразильский институт географии и статистики).
- Индекс развития человеческого потенциала на 2000 составляет 0,722 (данные: Программа развития ООН).

## Состав микрорегиона
В составе микрорегиона включены следующие муниципалитеты:
1. Боа-Эсперанса
2. Нова-Венесия
3. Сан-Габриел-да-Палья
4. Вила-Паван
5. Вила-Валериу
6. Агиа-Бранка